# Darío Grandinetti

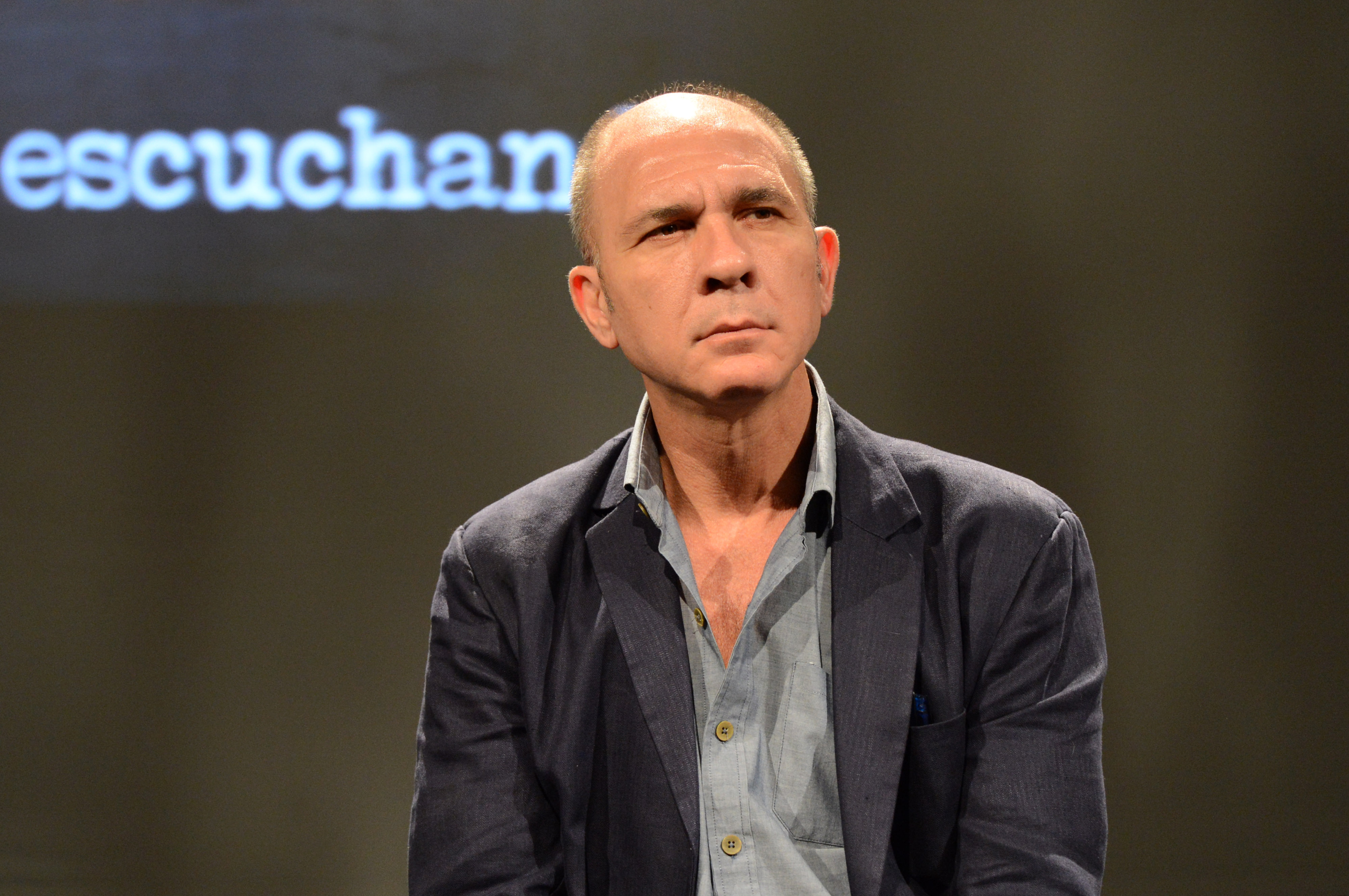
Darío Grandinetti (2014)

Darío Alejandro Grandinetti (* 5. März 1959 in Rosario) ist ein argentinischer Schauspieler.
Der in der Provinz Santa Fe geborene Darío Grandinetti ist in seiner Heimat Argentinien einer der beliebtesten Schauspieler. Auch in Spanien zählt er zu den bekannten Darstellern. Der wohl erfolgreichste Film, in dem er mitwirkte, ist Sprich mit ihr von Pedro Almodóvar aus dem Jahr 2002, der einen Oscar erhielt.

## Filmografie (Auswahl)
- 1985: Das tödliche Inserat (La búsqueda)
- 1986: Die tödliche Grenze (Les longs manteaux)
- 1988: Die geheimen Gärten des Senor Lopez (Las puertitas del señor López)
- 1992: Die dunkle Seite des Herzens (El lado oscuro del corazón)
- 1995: Stirb nicht, ohne mir zu sagen, wohin du gehst (No te mueras sin decirme adónde vas)
- 1996: Wach auf, Liebster! (Despabílate amor)
- 1998: Der Tag, an dem die Stille starb (El día que murió el silencio)
- 2000: Tiempofinal – Aficionados TV Episode
- 2001: La casa de tourner
- 2001: El lado oscuro del corazón 2
- 2002: Sprich mit ihr (Hable con ella)
- 2003: Ilusión de movimiento
- 2003: Tiempo de tormenta
- 2003: Palabras encadenadas
- 2003: El Juego de Arcibel
- 2003: Ciudad del sol
- 2004: El año del diluvio
- 2004: Próxima salida
- 2005: Segundo asalto
- 2007: ¿De quién es el portaligas?
- 2007: La Carta esférica
- 2007: Quiéreme
- 2008: Algo habrán hecho
- 2008: El frasco – Der Glasbehälter (El frasco)
- 2014: Wild Tales – Jeder dreht mal durch! (Relatos salvajes)
- 2016: Julieta
- 2018: Rojo
- 2019: Hierro (TV-Serie), Staffel 1 & 2